# Bronx River Houses

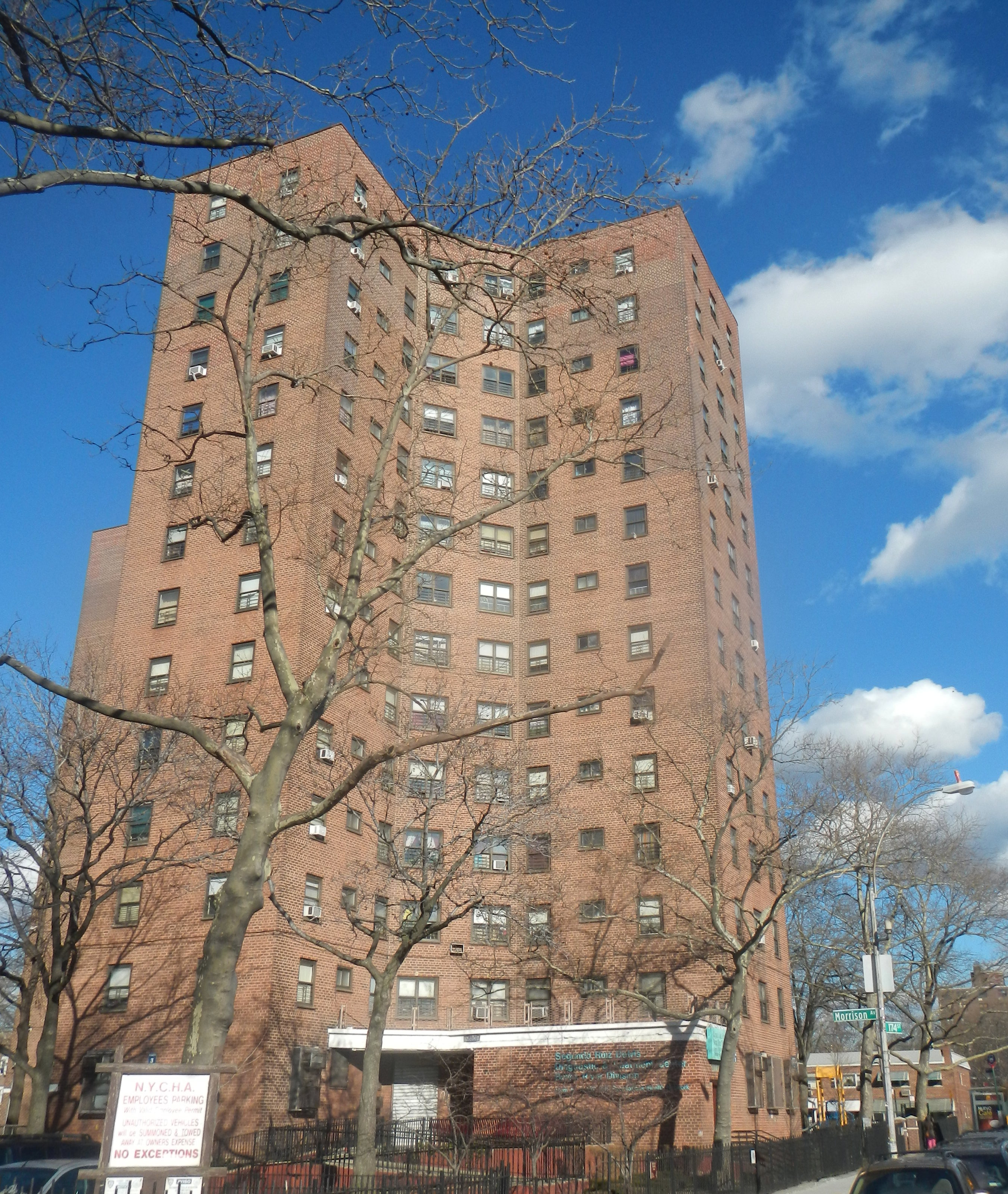
Bronx River Houses

Bronx River Houses es un proyecto de vivienda pública para familias de bajos ingresos, situado en la sección Soundview del Bronx, en Ciudad de Nueva York (estado de Nueva York). Se compone de nueve edificios de 14 pisos con 1 260 apartamentos. Finalizado el 28 de febrero de 1951, el proyecto tiene una extensión de 13.94 acres (5.64 Ha) y está limitado por las calles East 172, East 174, y la avenidas Harrod, y Bronx River. En Bronx River Houses viven 3 025 residentes. El proyecto es vigilado por P.S.A. 8, situado en la Avenida Randall Avenue n. 2794, en la sección en el Throgs Neck del Bronx.
'Bronx River Addition' se compone de dos edificios de 6 y 12 pisos con 225 apartamentos. Fue completada el 28 de febrero de 1966. Estos edificios cubren una superficie de 1.43 acres (0.58 Ha). Los edificios están rodeados por las calles East 172 y East 174, y las avenidas Manor y Harrod. En Bronx River Addition viven 234 residentes.

## Historia
Bronx River Houses fue construida para proporcionar alojamiento provisional a familias de clase trabajadora. Después de unos cuantos años, el delito y la decadencia urbana afectaron el proyecto. Cada vez más familias pobres se instalaron en el edificio. Esto finalmente tuvo un efecto en la comunidad circundante y provocó la huida y el abandono de los inquilinos de raza blanca. Los delitos violentos siguen siendo un problema grave en Bronx River Houses y en su comunidad circundante. 
Hasta finales de la década de 1990, las Bronx River Houses fueron el epicentro mundial de la cultura hip-hop. A mediados de dicha década, la administración de Rudolph Giuliani utilizó el Departamento de Policía de Nueva York para desalojar a las bandas de narcotraficantes fuera de las casas. Las Bronx River Houses fueron uno de los primeros proyectos de alojamiento que se pusieron en Estados Unidos bajo vigilancia policial las 24 horas del día, además de tener sus áreas comunes vigiladas cámaras.
Algunos de los músicos de hip-hop que han salido de las Bronx River Houses son los siguientes: Afrika Bambaataa,DJ Jazzy Jay, Martin Cofield, Sean Perry, Afrika Islam, Jamall Moss, the Soul Sonic Force, Kylik Clark "Alleymatill", Fernando "Royal" Singleton, Eshawn Hall (DJ Mista Smoke) y Kareem Kennedo (NY$) Kill Bill Gang. DJ Red Alert también comenzó su carrera en las Bronx River Houses.

## Demografía
Los inquilinos son casi enteramente afroamericanos o puertorriqueños.